# 御城 (华盛顿州)
御城（英文：Royal City），是美国华盛顿州格兰特县下属的一座城市。根据 2000年美国人口普查，该市有人口1,823人。根据2010年美国人口普查，该市有人口2,140人。而2011年估计该市有2,193人。